# Torre de' Picenardi
Torre de' Picenardi est une commune italienne de la province de Crémone, dans la région Lombardie.

## Administration
| Période                                  | Période | Identité | Étiquette | Qualité |
| ---------------------------------------- | ------- | -------- | --------- | ------- |
|                                          |         |          |           |         |
| Les données manquantes sont à compléter. |         |          |           |         |

### Communes limitrophes
Ca' d'Andrea, Cappella de' Picenardi, Drizzona, Isola Dovarese, Pessina Cremonese, Voltido